# Луньов Григорій Олексійович
Луньов Григорій Олексійович; кол. нар. деп. України.
Н. 13.10.1939 (м. Петровське, Луганська область); рос.; батько Олексій Іванович (1914—1943) — шофер, загинув на фронті; мати Євдокія Андріївна (1907—1992) — робітниця; дружина — Любов Миколаївна (1946) — вчит.; син Олексій (1967) — лікар; син Євген (1976) — військовосл.
Осв.: Мелітопольський інститут механіз. і електриф. с. г. (1957—1962), інженер-механік.
04.2002 канд. в нар. деп. України від СелПУ, № 13 в списку. На час виборів: пенсіонер, член СелПУ.
Народний депутат України 2 склик. з 04.1994 (2-й тур) до 04.1998, Кам'янка-Дніпровський виб. окр. № 191, Запоріз. обл., висун. СелПУ. На час виборів: радгосп «Правда» Великобілозерського р-ну, дир.; чл. СелПУ. Голова підкомітету з питань контролю Комітету з питань ядерної політики та ядерної безпеки. Член фракції СПУ і СелПУ.
1962—1965 — інженер-механік, Василівське р-не об'єднання «Сільгосптехніка». 1965—1970 — головний інженер, Кам'янсько-Дніпровське р-не упр. с. г. 1970-72 — головний інженер, радгосп «Знам'янський». З 1972 — директор, радгосп «Правда» Великобілозерського р-ну. 10.1998-02.2000 — керівник секретаріату фракції СелПУ, ВР України.
Був членом Вищої ради СелПУ; зав. оргвідділу СелПУ.
Орден «Знак Пошани» (1976), 2 медалі.
Захопл.: тех. творчість.